# Chapter V: Unbent, Unbowed, Unbroken
Chapter V: Unbent, Unbowed, Unbroken är musikgruppen Hammerfalls femte studioalbum, utgivet den 4 mars 2005. Singeln Blood Bound har blivit en stor hit.
Albumet spelades in Danmark september-oktober 2004. Conrad "Cronos" Lant från Venom gästsjunger på låten Knights of the 21st Century.
Detta är det enda av Hammerfalls album som inte har en låt med samma namn som skivan. Däremot förekommer orden "unbent, unbowed, unbroken" i texten till låten "Fury of the Wild".

## Låtförteckning
1. "Secrets" (Dronjak/Cans)
2. "Blood Bound" (Dronjak/Cans)
3. "Fury of the Wild" (Dronjak/Cans)
4. "Hammer of Justice" (Dronjak/Cans)
5. "Never, Ever" (Dronjak)
6. "Born to Rule" (Dronjak/Elmgren/Cans)
7. "The Templar Flame" (Dronjak/Cans)
8. "Imperial" (Dronjak)
9. "Take the Black" (Dronjak/Cans)
10. "Knights of the 21st Century" (Dronjak/Cans)

## Singel
- Blood Bound

## Musiker
- Joacim Cans - sång
- Oscar Dronjak - Gitarr
- Stefan Elmgren - Gitarr
- Magnus Rosén - Elbas
- Anders Johansson - trummor